# Гайґейт (станція метро)
51°34′40″ пн. ш. 0°08′45″ зх. д. / 51.577778° пн. ш. 0.145833° зх. д.
Гайґейт (англ. Highgate) — станція відгалуження Гай-Барнет Північної лінії Лондонського метро. Станція розташована у 3-й тарифній зоні, у районі Гайґейт, боро Герінгей, Лондон, між станціями Іст-Фінчлі та Арчвей. Пасажирообіг на 2017 рік — 5.87 млн осіб.

## Історія
- 22. серпня 1867: відкриття станції (наземних платформ) у складі Great Northern Railway (GNR).[3][4]
- 19. січня 1941: відкриття підземних платформ Північної лінії.
- 3. липня 1954: закриття наземних платформ.

## Пересадки
- На автобуси London Bus маршрутів: 43, 134, 263 та нічний маршрут N20[5][6]